# 和田侑也
和田 侑也（わだ ゆうや、1995年5月8日 - ）は九州朝日放送（KBC）のアナウンサー。神奈川県横浜市出身（本籍地は東京都）、福岡市中央区在住。

## 経歴
逗子開成中学校・高等学校、明治大学商学部を卒業後、2018年4月に九州朝日放送入社。同年6月7日にKBCラジオ『PAO〜N』のラジオニュースで初鳴きし、同月19日にKBCテレビ『サワダデース』内のニュースでテレビニュースデビュー。その後、同年10月に半年間の試用期間を終え、正式に九州朝日放送社員となる。
2019年8月22日、福岡ソフトバンクホークスvsオリックスバファローズの試合でラジオ初実況。
2020年3月31日、初の冠レギュラー番組『和田侑也のハイスクWish』が放送開始。
同年8月27日、KBCの後輩アナウンサー（当時）の松下由依とお笑いコンビ「弱い電波」を結成。10月4日にM-1グランプリ1回戦を突破し、11月1日にM-1グランプリ2回戦で敗退。
同年12月24日・25日には、第46回「KBCラジオ・チャリティー・ミュージックソン」で初のメインランナーを務め、以降も第50回（2024年）まで5年連続で担当。
2021年6月9日、福岡ソフトバンクホークスvs広島東洋カープの試合でテレビ初実況。
2022年3月18日、『福岡恋愛白書17 〜おはようマドンナ〜』で花屋の店員役として初のドラマ出演を果たし、同年12月15日には、第21回ANNアナウンサー賞スポーツ実況部門新人賞を受賞。
2024年2月25日、『PAO〜N』に出演中のメンバー全員が出演するイベント「PAO〜N40周年大感謝祭」に出演。　
同年7月24日、バーチャル高校野球第106回全国高等学校野球選手権大会福岡県予選決勝「西日本短期大学附属高等学校VS福岡大学附属大濠高等学校」戦の実況を務める。

## 人物
- 小さい頃の夢は「プロ野球の監督」[1]。
- 趣味は漫画収集、一人飲み、美味しい麻婆豆腐の店を探すこと。[1]
- 行ってみたい場所は中国の四川省[1]
- テレビ朝日アスク卒業生である。

## 出演番組

### ラジオ・テレビ
- KBCホークスナイター [1]、カチタカ！（ラジオでは「シリタカ!」出演時を除いて実況とベンチリポートを担当。2020年10月27日には自身初となるソフトバンクホークスのリーグ優勝のラジオ実況を担当した。テレビではベンチリポートのみであったが2021年6月9日の広島東洋カープ戦で初の実況。また、2022年のオールスターゲームでは、ラジオでホームランダービーの実況を担当。）
- PAO～N - 水曜パーソナリティー（隔週、2021年4月7日 - ）[11]
  - 2019年4月 - 2021年3月26日は金曜パーソナリティー。Dr.和田のラジオde診察室のコーナーも担当[12][13]
- Dr.深堀のラジオde診察室 - アシスタント(2025年7月12日 - )

- シリタカ! - 火曜ニュースMC（2024年4月 - ）
  - 2020年8月 - 2021年3月は木曜・金曜を、同年4月 - 2024年3月は月曜・火曜を担当。またメインMC代理（担当曜日外も含む）を務める場合や担当曜日でもスポーツ中継の兼ね合い（前述の理由含む）で休演の場合あり。
- 水と緑の物語（2020年 - ）
- KBCニュース（不定期出演）
- アサデス。KBC（宮本啓丞休演時の代理MCを時折務める）
- KBCオーガスタゴルフトーナメント（実況、ラウンドリポート）
- 前川清の笑顔まんてんタビ好キ（ロケ地紹介の案内ナレーション）
- KBCラジオ・チャリティー・ミュージックソン（2020年 - 2024年のメインランナー）
- 福岡国際マラソン中継（実況）

### 配信
- バーチャル高校野球（実況、第106回全国高等学校野球選手権大会福岡県予選では決勝を実況した。）
- KBC九州朝日放送公式YouTubeチャンネル企画「アナちゃんねる」- 第1回、4・5回、7回、9回、11回、16回・17回、20 - 25回に出演。

### 過去の出演番組
- サワイー日曜日[1]
- ギョーザな年またぎ！サワイー年越し（2018年12月31日 22時 - 翌1時） [14]
- 1月1日でOH！ワンラジ！（2019年1月1日 12:00 - 18:45） [15]
- 和田侑也のハイスクWish（2020年3月31日 - 2022年3月22日）- メインパーソナリティー[1]
- ぼやきculb 波田めいわ区（2020年4月7日） [16]
- 「Ｄｒ．深堀のラジオｄｅ診察室」（2020年7月18日）
- JAバンク福岡presents KBC MusicWish（2021年2月23日）
- とっても健康らんど[1]
- 沖 繁義の「なんかオススメの漫画ない？」(2022年1月3日 24:00 - 25:00) [17]
- PAO〜N1週間シリーズ
  - PAO〜N1週間〜まとめてドン〜（2020年4月4日 - 7月25日）
  - PAO〜N1週間〜まとめてドドン〜（2020年4月5日 - 2020年9月27日）
  - PAO〜N1週間〜まとめてドドドン〜（2020年10月3日 - 2022年3月19日)
- 『福岡恋愛白書17 〜おはようマドンナ〜』（2022年3月15日、花屋の店員役） [9]
- 世界水泳福岡大会(実況)
- 教わらずともここまできるゴルフ道（2024年）-『シリタカ!』の期間限定コーナー